# Пахомов Яків Захарович
Яків Захарович Пахомов (1897, місто Новочеркаськ Області Війська Донського, тепер Ростовської області, Російська Федерація — розстріляний 21 квітня 1938, Москва) — радянський діяч, голова Одеського облвиконкому, голова Східно-Сибірського крайвиконкому. Член Центральної Контрольної Комісії КП(б)У в грудні 1925 — червні 1930 р. Член ЦК КП(б)У в січні 1932 — січні 1937 р.

## Біографія
Народився у родині робітника та прачки. Освіта — нижча. З дванадцятирічного віку розпочав трудову діяльність.
З 1916 року служив у російській імператорській армії, учасник Першої світової війни. Під час Лютневої революції 1917 року долучився до революційного солдатського руху, обирався головою ротного, а потім полкового комітету Литовського полку.
Член РКП(б) з 1918 року.
З 1918 року — в Червоній армії, воював на царицинському фронті. Після демобілізації працював відповідальним секретарем ряду повітових комітетів КП(б)У.
У 1923—1924 роках — голова Волинської губернської планової комісії — заступник голови виконавчого комітету Волинської губернської ради. У червні — липні 1924 року — т.в.о. голови виконавчого комітету Волинської губернської ради.
До 1926 року — голова виконавчого комітету Мелітопольської окружної ради.
До 1929 року працював членом колегії Народного комісаріату робітничо-селянської інспекції Української СРР, заступником голови Центральної Контрольної Комісії КП(б)У. Одночасно, до грудня 1929 року — 2-й заступник народного комісара робітничо-селянської інспекції Української СРР.
З 1929 року — на навчанні.
З 30 березня 1931 року — 2-й секретар та завідувач організаційного відділу Харківського міського комітету КП(б)У.
У лютому — серпні 1932 року — голова Організаційного бюро Президії Всеукраїнського ЦВК по Одеській області. У серпні 1932 — вересні 1933 року — голова виконавчого комітету Одеської обласної ради.
20 вересня 1933 — 20 березня 1934 року — 1-й заступник народного комісара землеробства Української СРР.
3 квітня 1934 — липень 1937 року — голова виконавчого комітету Східно-Сибірської крайової (обласної) ради.
19 червня 1937 року заарештований органами НКВС. Розстріляний 21 квітня 1938 року. Посмертно реабілітований.